# ガエア (小惑星)
ガエア（1184 Gaea）は小惑星帯に位置する小惑星。1926年9月5日にカール・ラインムートがケーニッヒシュトゥール天文台で発見した。
名前はギリシア神話の大地神ガイアに由来する。